# Мемориален комплекс „Априлци“
Националният мемориален комплекс „Априлци“ се намира в гр. Панагюрище.
Построен е по случай честването на 100-годишнината от Априлското въстание през 1976 г. Негови създатели са скулпторите Секул Крумов, Величко Минеков и Димитър Даскалов, както и архитектите Иван Николов и Богдан Томалевски.
Мемориалът е изграден на историческия хълм Маньово бърдо в центъра над града, където на 30 април 1876 г. са се водили кръвопролитните сражения по време на въстанието.
Мемориалът е едно от емблематичните места за честване на годишнини от Априлското въстание. Местните жители го наричат съкратено „Боримечката“ по името на едноименния герой на Иван Вазов и централната фигура на мемориала.
Мемориалът е изпълнен в присъщата за социалистическия реализъм монументалност. През 2009 г. е предложен проект „Панагюрище в звук и светлина“ на арх. Теодор Коларски за модернизация на мемориала. Проектът е отхвърлен същата година.